# Бомстра, Рул
Рул Бомстра (нидерл. Roel Boomstra) (род. 9 марта 1993, Утрехт, Нидерланды) — нидерландский шашист, чемпион мира 2016, 2018 и 2022 годов по международным шашкам, бронзовый призёр чемпионатов мира 2013, 2015 и 2021 годов, чемпион Европы 2014 года. Международный гроссмейстер, гроссмейстер Голландии.

## Спортивная биография
Рул Бомстра сначала играл в шахматы, позднее начал заниматься шашками в клубе DVSB.
Чемпион Всемирных интеллектуальных игр (2012) (в рапиде), серебряный призёр (в состав сборной Нидерландов — в рапиде), бронзовый призёр (среди мужчин в классике и блице, в состав сборной Нидерландов — в блице), чемпион Нидерландов по шашкам 2012 и 2015 годов. Чемпион мира среди юниоров (2010).

## Спортивные достижения

### Чемпионат мира
- 2011 (7 место)
- 2013 (3 место)
- 2015 (3 место)
- 2016 (1 место в матче)
- 2017 (5-6 место в полуфинале С)
- 2018 (1 место в матче)
- 2021 (3 место)
- 2022 (1 место в матче)

### Чемпионат Европы
- 2006 (63 место)
- 2010 (8 место)
- 2012 (12 место)
- 2014 (1 место)
- 2016 (2 место)

### Чемпионат Нидерландов
- 2009 (3 место)
- 2010 (2 место)
- 2011 (2 место)
- 2012 (1 место)
- 2013 (5 место)
- 2014 (2 место)
- 2015 (1 место)
- 2018 (2 место)